# Mesothen ethela
Mesothen ethela là một loài bướm đêm thuộc phân họ Arctiinae, họ Erebidae.